# Uljanowskoje (obwód królewiecki)
Uljanowskoje (ros. Ульяновское, do 1938 Klein Beynuhnen, 1938–1946 Kleinbeinuhnen; pol. Bejnuny Małe, lit. Mažieji Beiniūnai) – osiedle typu wiejskiego w rejonie oziorskim obwodu królewieckiego Federacji Rosyjskiej.
W 2015 miejscowość liczyła 48 mieszkańców.
We wsi znajdował się słynny ze swojej kolekcji sztuki pałac rodu Fahrenheidów, fundatorów piramidy w Rapie, złupiony i wysadzony na początku 1945 przez Armię Czerwoną.
Wiosną 1945 powiat darkiejmski, obejmujący m.in. Bejnuny Małe, został przekazany przez radziecką administrację wojskową Polsce. Miejscowość odebrana Polsce po paru miesiącach po przesunięciu granicy na południe.